# Лејк Висота (Висконсин)
Лејк Висота (енгл. Lake Wissota) насељено је место без административног статуса у америчкој савезној држави Висконсин.

## Демографија
По попису из 2010. године број становника је 2.738, што је 280 (11,4%) становника више него 2000. године.
| Група             | 2000.         | 2010.         |
| Белци             | 2.417 (98,3%) | 2.666 (97,4%) |
| Афроамериканци    | 2 (0,1%)      | 4 (0,1%)      |
| Азијати           | 12 (0,5%)     | 17 (0,6%)     |
| Хиспаноамериканци | 6 (0,2%)      | 26 (0,9%)     |
| Укупно            | 2.458         | 2.738         |